# عبد الصاحب العلوان
عبد الصاحب حسن العلوان العامري هو وزير عراقي سابق، شغل منصب وزير الإصلاح الزراعي خلال فترة رئاسة عبد السلام عارف وتولي طاهر يحيى لمنصب رئيس الوزراء لثلاث مرات للفترة من 18 تشرين الثاني 1963 حتى 3 أيلول 1965.
كما شغل منصب وزير الزراعة بالوكالة بعد استقالة الوزير عارف عبد الرزاق في 17 كانون الأول 1963.
ابنه الدكتور علاء عبد الصاحب العلوان وزير الصحة العراقي الحالي.
أما أخوه فهو محمد حسن العلوان الذي شغل منصب عميد كلية الطب في الجامعة المستنصرية، وقد اغتيل بانفجار عبوة لاصقة وضعت في سيارته غرب بغداد عام 2011.
وأخوه الآخر لطيف العلوان فقد شغل سابقا منصب رئيس المؤسسة العامة للتجهيزات الزراعية.
أما ابنته الأستاذة الدكتورة ندى عبد الصاحب العلوان فهي مديرة المركز الوطني الريادي لبحوث السرطان. آما الدكتورة هدى عبد الصاحب العلوان فهي أستاذ مساعد في كلية الهندسة في جامعة بغداد.